# Algernon Charles Swinburne
Algernon Charles Swinburne (1837. április 5. – 1909. április 10.) angol költő.
Az oxfordi egyetemen tanult, azután hosszabb ideig Landor Savage költővel együtt Olaszországban élt. Költészetére főleg Shelley és Keats hatottak. Hírnevét Atalanta in Calydon (1865) c. drámájával alapozta meg.
Kosztolányi Dezső szerint: "... a szavaknak új muzsikát, a gondolatoknak, érzéseknek új értékjelzetet adott. Addig nem is sejtették, hogy az angol nyelv alkalmas ily puha árnyalatok, ily buja és gazdag érzésvilág kifejezésére." (Idegen költők anthológiája II., 1937, Révai, Budapest, 53. old.)

## Művei
- Atalanta in Calydon (1865)
- Poems and Ballads I (1866)
- Songs before Sunrise (1871)
- Poems and Ballads II (1878)
- Tristram of Lyonesse (1882)
- Poems and Ballads III (1889)
- Lesbia Brandon (regény, posztumusz kiadás)

## Magyarul
- Tenger és alkonyég között. Versek; vál., szerk., utószó Bartos Tibor, ford. Babits Mihály et al.; Európa, Bp., 1965
- Algernon Charles Swinburne és Oscar Wilde versei; vál., utószó Török András, ford. Babits Mihály et al.; Európa, Bp., 1987 (Lyra mundi)